# Louis Alexis de Perier de Salvert
Pour les autres membres de la famille, voir famille de Perier.
Louis Alexis de Perier de Salvert, né le 26 mai 1730 au manoir du Moros à Concarneau et mort le 20 juin 1803 en émigration est un chef d’escadre, chevalier de Saint-Louis et membre de la Société des Cincinnati.

## Biographie

### Famille

Blason de la famille de Perier.

Louis Alexis de Perier de Salvert est issu de la famille de Perier, une lignée de marins originaire du Havre en Normandie. Cette famille porte : D’argent, à une fasce de sinople accompagnée de quatre quintefeuilles de même posées une à chaque canton de l’écu. Né le 26 mai 1730 au manoir du Moros à Concarneau, il est fils d’Antoine Alexis Perier de Salvert (1681-1757), chef d’escadre, commandeur de Saint-Louis et directeur du Dépôt des cartes et plans de la Marine, et de Marie Françoise Elisabeth de Piotard († 1739). Son demi-frère, Éléonor Jacques Marie Stanislas Perier de Salvert (1748-1783), est lieutenant de vaisseau, chevalier de Saint-Louis, membre de l'Académie de marine, écrivain, franc-maçon haut gradé et fondateurs de plusieurs loges. Son oncle, Étienne de Perier (1686-1766), est gouverneur colonial de la Louisiane française, grand-croix de Saint-Louis et lieutenant-général des armées navales. Son grand-père,  Étienne Perier (1644-1726), anobli en 1726, est capitaine de vaisseau et de port au Havre et chevalier de Saint-Louis,.

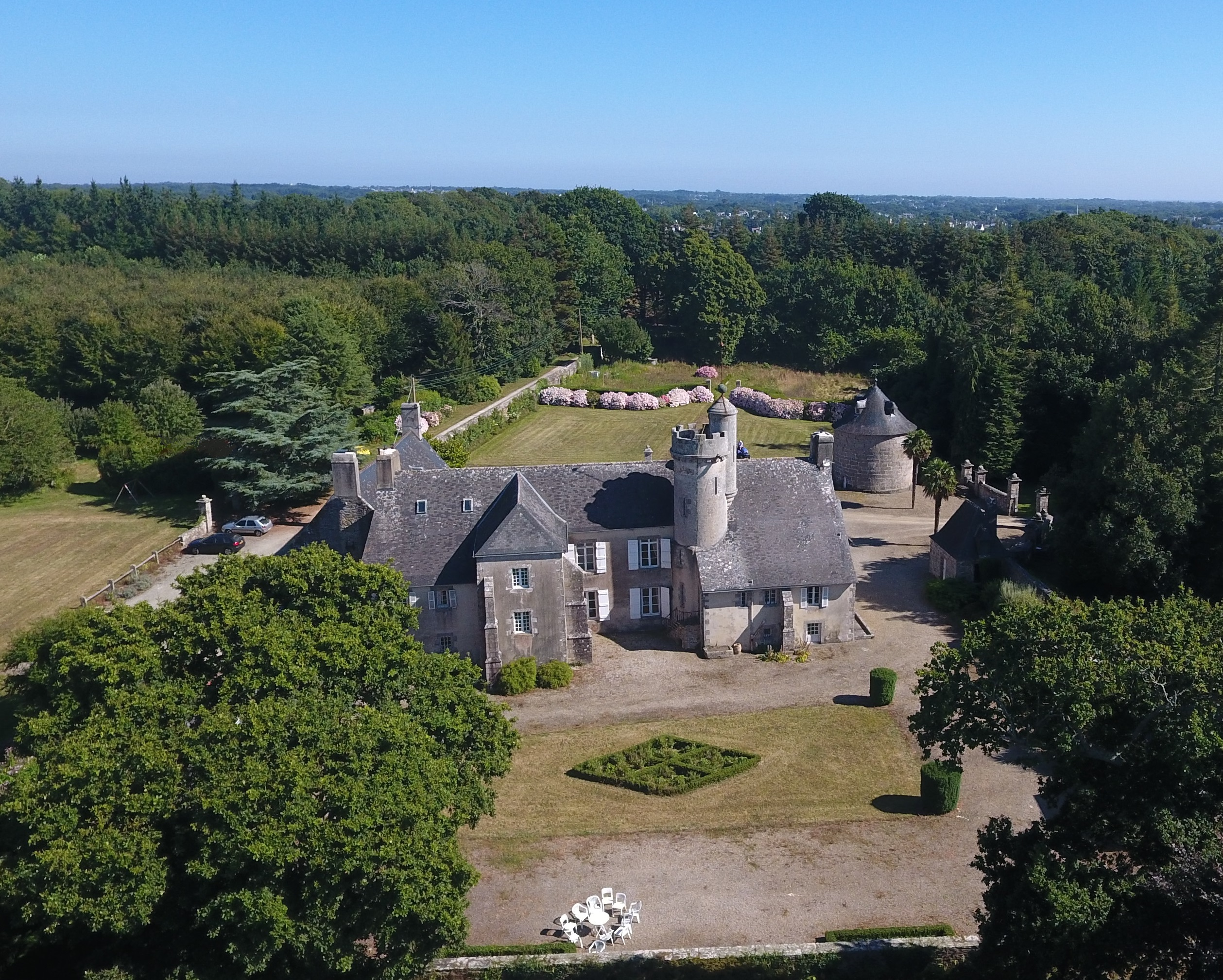
Le manoir du Moros en 2016

Perier de Salvert, écuyer, est seigneur du manoir du Moros, de Kerrichard et autres lieux. Le Moros avait été acheté par son père aux fils d'Abraham Duquesne. En 1770, il vend le Petit Moros à Jean-Baptiste Frollo, capitaine des garde-côtes et presseur-négociant à Concarneau, moyennant paiement de la rente foncière et d'un millier de noix par an. Frollo est autorisé à percer des fenêtres et à bâtir des appentis. À la Révolution, les citoyens le dénoncent comme « un homme riche, sa seule terre de Moros valant 4000 à 5000 livres de rente », sans compter ses bénéfices sur les blés, seigles, bois et fruits que lui rapportent ses fiefs. En février 1794, un violent incendie ravage le village du Petit Moros. En 1795, le manoir et les métairies du Grand Moros sont séquestrés et vendus comme Biens nationaux.
Marié le 11 juillet 1758 à Toulon avec Catherine Françoise de Gervais, fille de François de Gervais, prévôt général de la Marine à Toulon, et de Thérèse Lamanoird, il a 6 enfants :
- Thérèse Françoise Aimée de Perier de Salvert (1759-1759)
- François de Perier de Salvert (1764-1834), capitaine de vaisseau et de port à Pointe-à-Pitre et chevalier de Saint-Louis, dont une descendance éteinte en ligne masculine
- Françoise de Perier de Salvert (1768-1770)
- Claire Victoire Félicité de Perier de Salvert (1770-1779)
- François Alexandre de Perier de Salvert (1771)
- Louise Françoise Emilie Madeleine de Perier de Salvert (1773)

### Carrière

#### Guerre de Succession d'Autriche (1740-1748)
Garde-marine le 9 avril 1745. Enseigne de vaisseau le 1er avril 1748, sous-lieutenant d'artillerie le 1er juillet 1750.

#### Guerre de Sept Ans (1756-1763)
Lieutenant de vaisseau le 15 mai 1756, il servit pendant la guerre de Sept Ans sous l'amiral La Clue.
Chevalier de Saint-Louis le 19 mars 1763.
Capitaine de vaisseau le 24 mars 1772.

#### Guerre d'indépendance des États-Unis (1776-1783)
Comme second du Languedoc (80 canons) de 1778 à 1778, vaisseau amiral de l'escadre de Charles Henri d'Estaing, il prend part à la bataille de Rhode Island et au siège de Savannah.

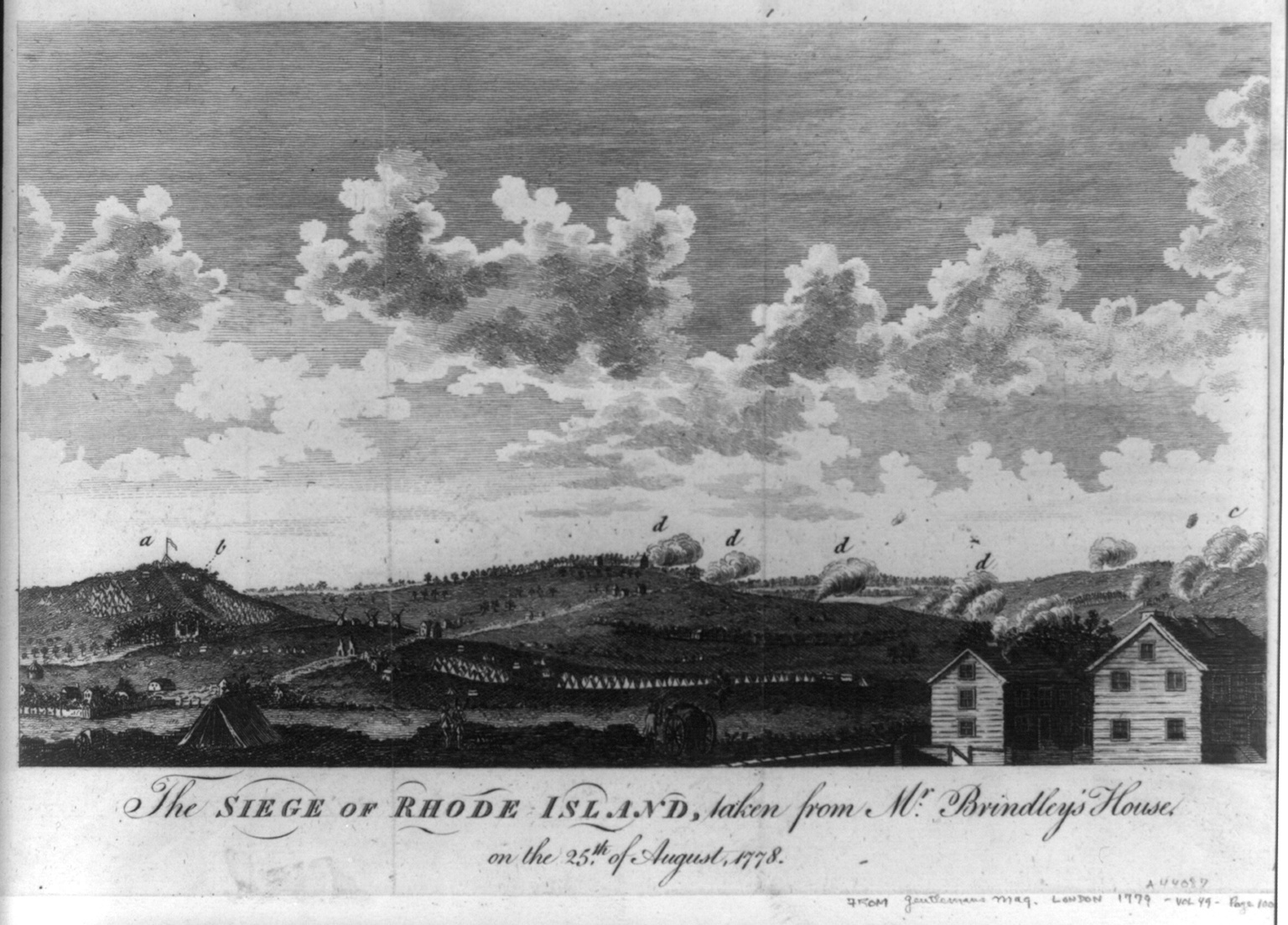
Gravure de la bataille de Rhode Island (1779)

Brigadier des armées navales le 1er mars 1781.
À la fin de la guerre, Perier de Salvert devient membre honoraire de la Société des Cincinnati, société patriotique créée par Washington le 13 mai 1783 pour réunir les soldats qui se sont distingués pendant le conflit.
Retiré du service le 16 décembre 1786 pour cause de mauvaise santé, avec les provisions de chef d'escadre et une pension de 3600 livres sur la Trésor royal, indépendamment de celle de 600 livres dont il jouissait sur le même fonds (12 juin 1757) et de celle de 400 livres sur les Invalides.
Mort le 20 juin 1803 en émigration.